# Bova (cómic)
Bova es una personaje ficticia que aparece en los cómics estadounidenses publicados por Marvel Comics.

## Historial de publicaciones
Bova apareció por primera vez en Giant-Size Avengers #1 y fue creada por Roy Thomas y Rich Buckler.

## Biografía ficticia
Bova es uno de los New Men (criaturas diseñadas genéticamente por el Alto Evolucionador) donde fue criada de un ganado de Guernsey.
Una mujer llamada Magda, embarazada de los gemelos Pietro Maximoff y Wanda Maximoff, se refugia en el Monte Wundagore en Transia, el hogar del Alto Evolucionador, después de ver a su esposo Magnus usar sus poderes magnéticos por primera vez. Temiendo que Magnus descubra a los niños, Magda abandona el santuario y muere por exposición a los elementos. Los gemelos son atendidos por Bova. Bova pronto ayuda a la superheroína Miss América de la Segunda Guerra Mundial durante el parto, pero el nacimiento resulta en un niño muerto y Miss América pierde su propia vida en el proceso. Bova oculta la verdad a su marido Robert Frank y afirma que sólo ha muerto la madre y que ahora tiene hijos gemelos. Frank se sorprende por la muerte de su esposa y huye a gran velocidad.Por lo tanto, Bova actúa como madre adoptiva de Pietro y Wanda. Ella también fue utilizada por el Alto Evolucionador para criar y nutrir a los jóvenes New Men como su niñera.
Wanda y Pietro, como adultos, ahora conocidos como los superhéroes Bruja Escarlata y Quicksilver, son secuestrados por Django Maximoff y llevados a Wundagore. Wanda está poseída temporalmente por el demonio Chthon, pero después de ser liberada, Bova le informa que ni Frank ni Maximoff son su padre biológico.Modred el Místico había estado bajo el control de Chthon, y con la derrota de Chthon, Modred quedó mentalmente dañado por la batalla y quedó con el intelecto de un niño. El perdió la cordura y el conocimiento de la magia, y quedó al cuidado de Bova.
Durante la serie limitada Vision and the Scarlet Witch, Magneto obliga a Bova a revelar la verdad sobre sus hijos desaparecidos, que resultan ser Pietro y Wanda. Cuando Magneto hirió a Bova y destruyó su cabaña, Modred se alejó, buscando inconscientemente su Inglaterra natal.
Después de que el Alto Evolucionador casi pierde la vida a manos del Hombre-Bestia, los New Men Delphis y Bova ayudan al Evolucionador y él pudo restaurarse a un estado humano no evolucionado y a la estabilidad mental usando el Isótopo G.
Bova también sirve como niñera para Jessica Drew como se revela en Spider-Woman: Origin.
Cuando el Alto Evolucionador vio a los Celestiales venir a la Tierra para juzgarla, Lady Bova se encuentra entre los New Men que el Alto Evolucionador exterminó.

## Poderes y habilidades
Bova posee cuernos densos, una estructura sólida y posee cierto grado de super-fuerza.
Las habilidades de Bova incluyen cocinando, enfermería y cuidando.

## En otros medios
Bova aparece en el episodio de X-Men: The Animated Series, "Family Ties".